# فيليم كي
فيليم كي (بالهولندية: Willem Key) (1516 – 5 يونيو 1568) رسام هولندي ينتمي لحقبة الرينسانس.